# Strawberry Swing
"Strawberry Swing" is een nummer van de Engelse alternatieve-rockband Coldplay en is het vijfde en laatste nummer van de bands vierde studioalbum, Viva la Vida or Death and All His Friends.
De promo van het lied werd uitgegeven op 6 juli 2009. Het officiële nummer werd op 13 september als download uitgegeven. Op 31 juli 2009 werd de gratis "Strawberry Swing" applicatie gelanceerd op iTunes. Een liveversie van het lied verscheen op Coldplay's livealbum, LeftRightLeftRightLeft.

## Tekst en compositie
"Strawberry Swing" bevat kenmerken van het afro-pop en highlife muziek. Leadzanger Chris Martin legde uit hoe hij tot de tekst kwam: "My mum comes from Zimbabwe, so I spent a lot of time there. I used to work in a studio where people played that." Een groot deel van het lied is ook geïnspireerd door Delakota's lied "The Rock".

## Videoclip
De videoclip is een stop-motionvideo met Chris Martin die boven op een geanimeerde krijttekeningen ligt.
In de clip wordt Chris wakker in zijn huis. Hij ziet dat een vrouw gevangen is genomen door een reusachtige eekhoorn. Hij verandert in een superheld en probeert haar te redden. Uiteindelijk komt hij bij het huis van eekhoorn. Vervolgens tekent hij een bom in de vorm van een eikel. De eekhoorn wordt opgeblazen en Chris en de Vrouw vliegen weg. Hierna zoenen ze elkaar. Plotseling stop de animatie en loopt hij weg.

## Uitgavegeschiedenis
| Datum      | Land                           | Vorm        |
| ---------- | ------------------------------ | ----------- |
| 2008-07-06 | Verenigd Koninkrijk            | Promotie-cd |
| 2009-09-13 | Verenigd Koninkrijk, Duitsland | Download    |
| 2009-07-29 | Verenigd Koninkrijk            | Muziekvideo |
| 2009-08-03 | Wereldwijd                     | Muziekvideo |